# Lonicera japonica
La madreselva japonesa o Suikazura (スイカズラ?) en japonés (Lonicera japonica) es una especie botánica perteneciente a la familia de las Caprifoliáceas.

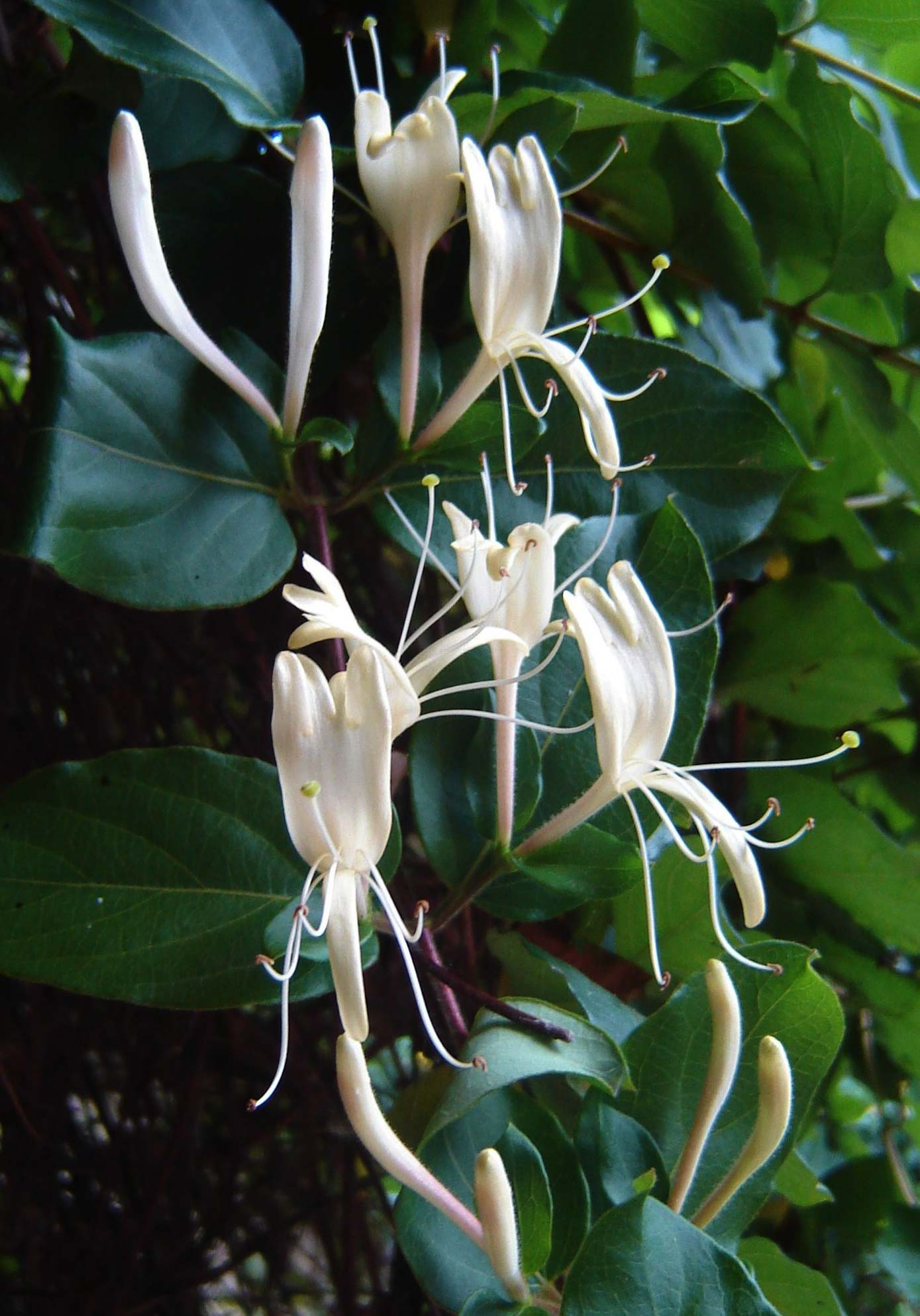
Detalle de las flores

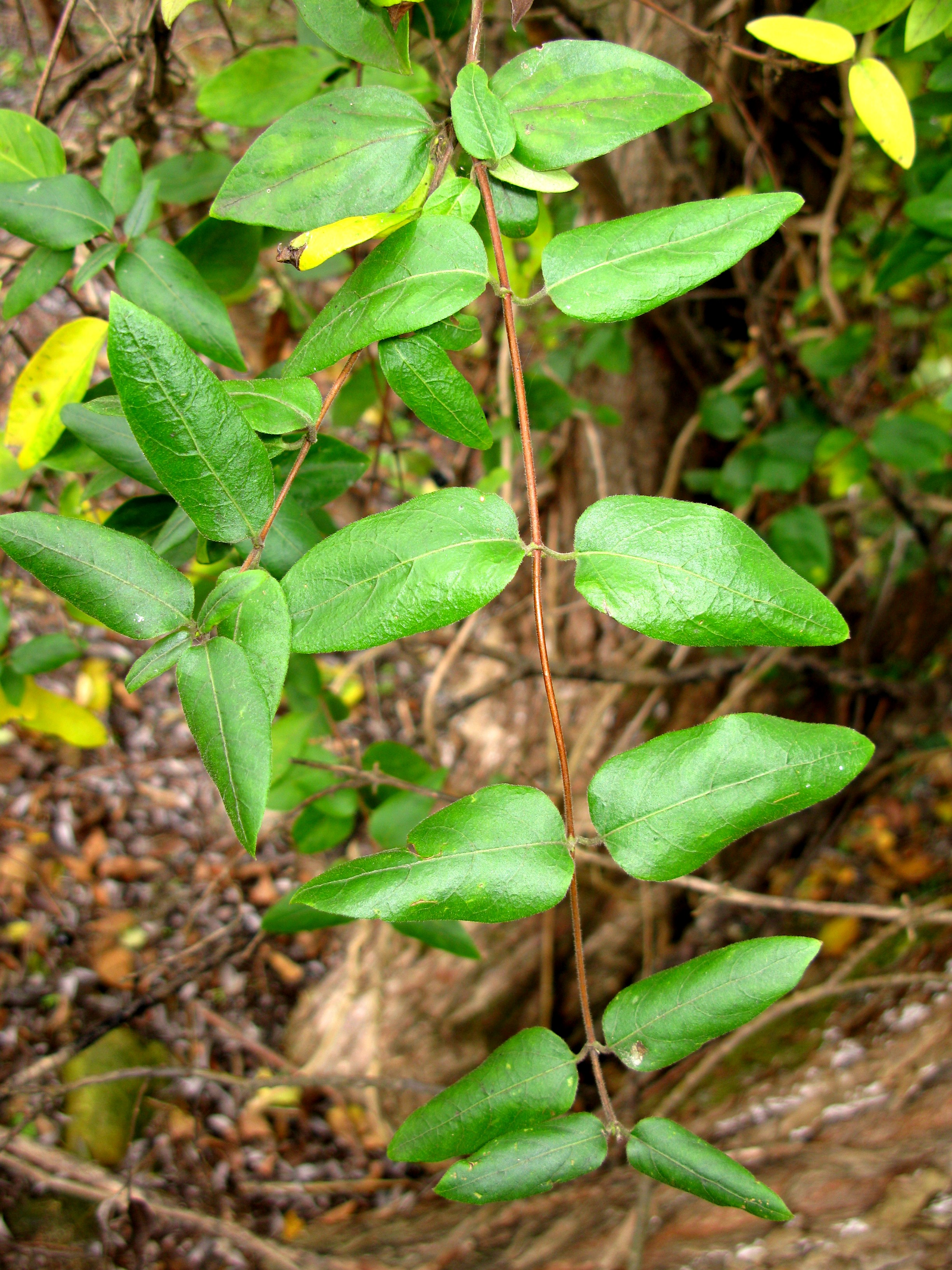
Hojas

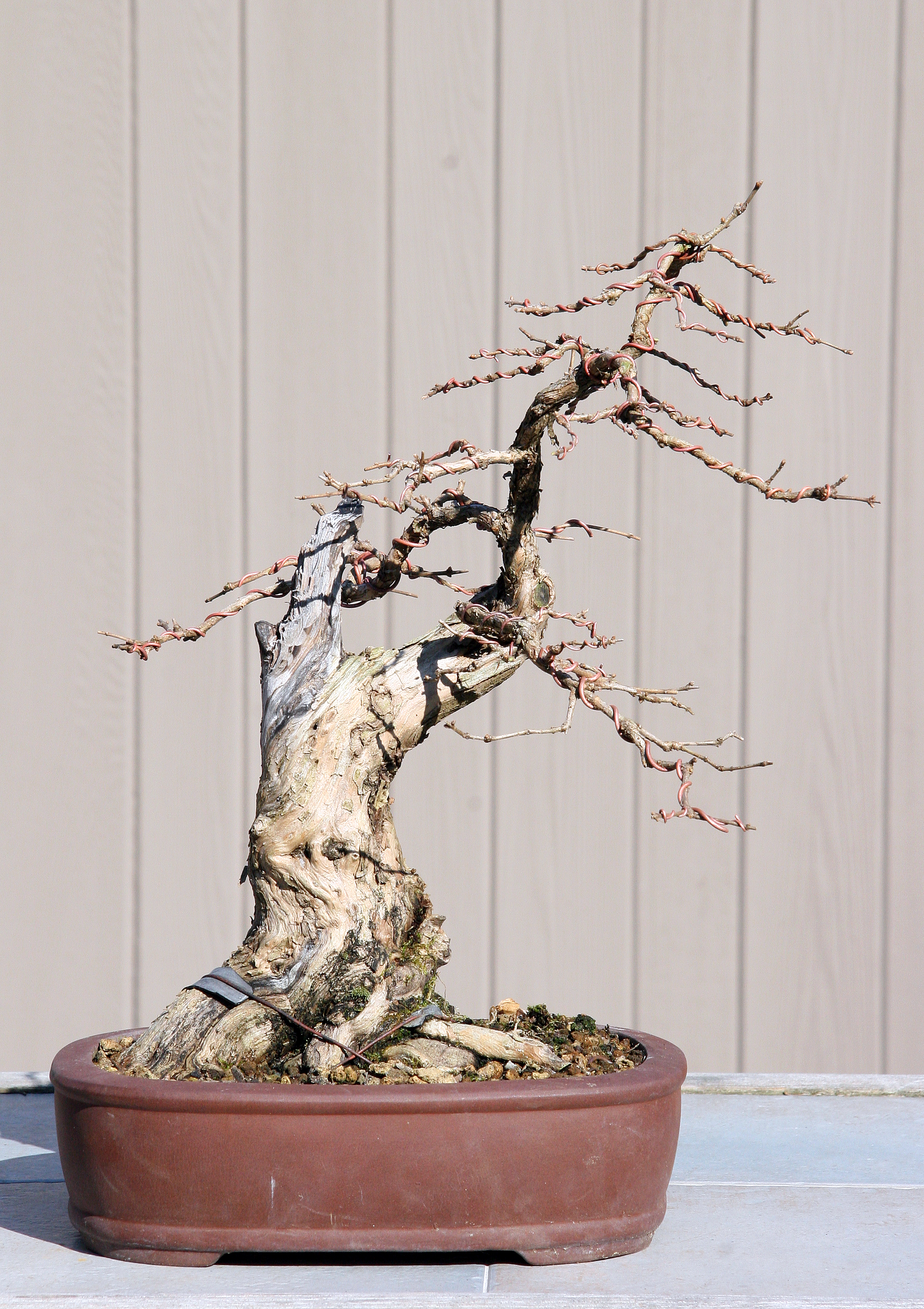
Bonzái

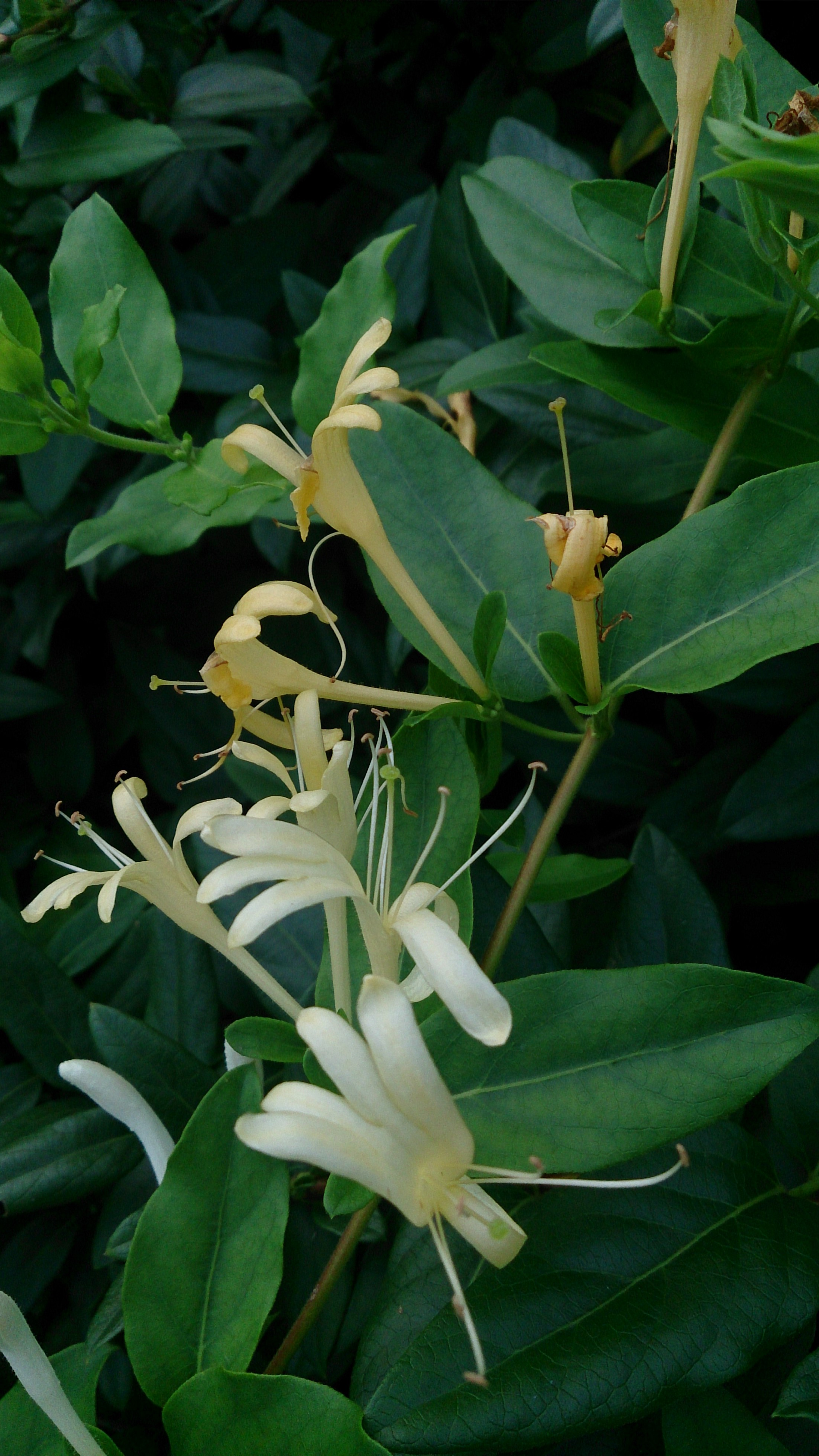
Vista de la planta

## Hábitat
Es nativa del este de Asia: Japón, Corea, norte y este de China,  Taiwán; una importante especie invasora en Norte América i en Europa, incluida la Península Ibérica. 

## Descripción
Es una  enredadera apta para subir más de 10 m de altura en árboles, con hojas opuestas, simples, ovales de 3–8 cm de long. y 2–3 cm de ancho. Las flores son doble-lenguadas, abren blancas y cierran amarillo, y dulcemente fragantes. El fruto es una drupa globosa azul oscura de 5–8 mm de diámetro conteniendo numerosas semillas.

### Cultivo y usos
Su flor es de alto valor medicinal en la medicina tradicional china, donde se la llama "rěndōngténg" (忍冬藤) o "jīnyínhuā" (en chino simplificado, 金银花; en chino tradicional, 金銀花; pinyin, jīnyínhuā; literalmente, ‘flor plata dorada’). Según dicha medicina, tiene propiedades antibacteriales y antiinflamatorias, y es usada (en combinación con Forsythia suspensa) para disipar calor, y remover toxinas, incluyendo carbunco, fiebre, gripe, úlceras. En Corea, se la llama geumeunhwa. Las hojas secas también se emplean en la medicina tradicional china.
Investigadores de la Universidad de Nankín identificaron en laboratorio un componente activo de la madreselva, denominado MIR2911, que actúa directamente contra el influenzavirus A de la gripe, bloqueando su replicación. Utilizando a ratones, los científicos descubrieron que tras administrarles esta molécula de la madreselva en el torrente sanguíneo y tejido pulmonar se bloquearon dos de los genes que el virus de la gripe A necesita para replicarse. Comprobaron esta acción en las cepas de la gripe porcina H1N1 y de la gripe aviar H5N1 y tipo H7N9. MIR2911 es altamente estable en la decocción y al administrase como bebida condujo a una elevación significativa de su nivel en la sangre periférica y pulmón de los ratones.

## Problemática
La madreselva es una invasiva exótica, o maleza, en la Argentina, Brasil, México, Nueva Zelanda, y mucho de los Estados Unidos, Hawái, las islas del Pacífico y las caribeñas. Está clasificada como una maleza tóxica en algunos Estados de los EE. UU., como Illinois y Virginia. Ha causado graves daños a bosques del este de los EE. UU, al formar vastas colonias de pisos forestales que desplazan de hecho todas las plantas  nativas, y al trepar a árboles y arbustos, debilitándolos y llegando a matarlos. Se sospecha, en medios científicos y conservacionistas, que emiten sustancias alelopáticas al suelo, inhibiendo el crecimiento de otras plantas.
A pesar de todo, en los invernaderos estadounidenses aún se sigue vendiendo esta especie, con frecuencia como el cultivar 'Hall's Prolific'. Es muy efectiva en cubrir rápidamente el suelo, y tiene flores olorosas, pero el daño que causa (en climas aptos) es superior a sus cualidades positivas. En el este de los EE. UU. hay otras invasivas exóticas, como Pueraria lobata y Rosa multiflora, que compiten con la madreselva haciendo daño.
Puede ser controlada cortando o quemando las plantas a nivel de las raíces, y repitiendo a las dos semanas de intervalo para que se agoten sus reservas radiculares. También se ha usado glifosato.

### En España
En España se cultiva para formar setos y cubrir muros y vallas en casi todas las provincias. A menudo se asilvestra, naturalizándose en ambientes riparios, orlas forestales, matorrales aclarados y lugares alterados, sobre todo en el norte de Cataluña y en el País Vasco, y en menor medida en el resto de la península, las Baleares y las Canarias.
En Cataluña es considerada especie invasora por el catálogo autonómico.

## Taxonomía
Lonicera japonica fue descrita por Carl Peter Thunberg y su descripción está publicada en Bot. Mater. Gerb. Bot. Inst. Komarova Akad. Nauk S.S.S.R. 17: 450. 1955
Etimología
El término madreselva se usa desde hace mucho tiempo para designar las especies integrantes del género Lonicera, aunque el nombre se aplicó primero a la especie Lonicera caprifolium L., planta sarmentosa que se encuentra en los bosques europeos.
El término Lonicera fue acuñado por Linneo en 1753, adaptando al latín el apellido Lonitzer, para honrar al botánico alemán Adam Lonitzer (1528-1586), que ejerció como médico en Fráncfort.
japonica: adjetivo geográfico que alude al Japón.
Sinonimia
- Caprifolium chinense S.Watson ex Loudon
- Caprifolium japonicum (Thunb.) Dum.Cours.
- Caprifolium roseum Lam.[6]